# (1890) Konoshenkova
(1890) Konoshenkova est un astéroïde de la ceinture principale.

## Description
(1890) Konoshenkova est un astéroïde de la ceinture principale. Il fut découvert le 6 février 1968 à Nauchnyj par Lioudmila Tchernykh. Il présente une orbite caractérisée par un demi-grand axe de 3,21 UA, une excentricité de 0,14 et une inclinaison de 9,9° par rapport à l'écliptique.

## Compléments